# Росатом Східна Європа
ТОВ «Росатом Східна Європа» — українське представництво російської компанії «Русатом - Міжнародна мережа», що відповідає за просування на ринку продуктів та послуг підприємств, що входять держкорпорацію Росатом, розвиток відносин з закордонними партнерами, пошук нових бізнес моделей, а також партнерів, що зацікавлені у співпраці з атомною галуззю. Представництво засновано 2011 року, остаточне оформлення відбулося 2014-го.
Географія діяльності компанії поширюється на територію України, Білорусь, Литву, Латвію, Естонію, Молдову, Ізраїль, Вірменію, Грузію, Азербайджан та Кіпр. Український офіс компанії у Києві був відкритий першим у мережі закордонних представництв «Русатом — Міжнародна мережа».
Директором Росатом Східна Європа є Олександр Мертен.

## Хронологія
- 2011 рік — відкриття регіонального офісу у Києві, як східноєвропейської філії «Атоменергопрому». Пізніше був перетворений на регіональний офіс ЗАТ «Русатом Оверсіз».
- 2014 рік — створено ТОВ «Росатом Східна Європа» — дочірню компанію енергопромислового комплексу «Русатом — Міжнародна мережа».
- 2 вересня 2014 року — голова регіонального офісу, Олександр Мертен, призначений на посаду президента ЗАТ «Русатом — Міжнародна мережа»[5].

## Структура
«Росатом Східна Європа» є регіональним центром приватної установи для забезпечення розвитку міжнародної регіональної мережі атомного енергопромислового комплексу «Русатом — Міжнародна мережа» у Східній Європі та поширює свою діяльність на території України, Білорусі, Литви, Латвії, Естонії, Молдови, Ізраїлю, Вірменії, Грузії, Азербайджану та Кіпру.

## Діяльність
Росатом Східна Європа у своєму регіоні працює практично за усіма напрямками діяльності Росатому. Основними з них є:
- Будівництво АЕС, дослідницьких реакторів та складних інженерних об'єктів
- Постачання палива
- Безпечне використання, зберігання та переробка радіоактивних відходів[6]
- ЗСЦЖ[7].
- Сервісне обслуговування та модернізація
- Неядерна продукція та обладнання для теплової енергетики, медицини, науки та технологій[8]
- Атомне машинобудування та ін.

## Історія співпраці з країнами регіону

### Україна
Росатом Східна Європа здійснив і здійснює підтримку проектів ДК «Росатом» в Україні. Вони включають постачання запасних частин і устаткування для сервісу АЕС України, участь в добудові блоків ХАЕС-2 та РАЕС-4, а також:

#### Постачанняядерного паливав Україну
Постачання ядерного палива в Україну здійснюється відповідно до довгострокового контракту, підписаного між ВАТ «ТВЕЛ» (Паливний дивізіон ГК «Росатом») і ДП НАЕК «Енергоатом». На цей час контракт на постачання ЯП діє до 2025 року.
У 2019 Україна закупила у ТВЕЛа ядерного палива на суму $ 240,909 млн
- 2018 рік — $ 374,621 млн
- 2017 рік — $ 368,964 млн
- 2016 рік — $ 386,782 млн
- 2015 рік — $ 610,883 млн
- 2014 рік — $ 588,831 млн
- 2013 рік — $ 600,596 млн
- 2012 рік — $ 555,355 млн[10]

### Білорусь
- Спорудження Білоруської атомної станції в місті Островець

У березні 2011 року підписано угоду між урядами Російської Федерації і Республіки Білорусь про співробітництво у спорудженні на території Білорусі атомної електростанції з двома енергоблоками потужністю 1200 МВт кожен. Будівництво АЕС здійснюється ДК «Росатом» «під ключ» і повністю відповідає рекомендаціям МАГАТЕ. Генеральний проектувальник — АТ «АТОМПРОЕКТ», генеральний підрядник — Група компаній ASE. Спорудження забезпечено усіма необхідними ліцензіями. Одночасно споруджуються обидва енергоблоки.
У листопаді 2011 року було підписано Міжурядову угоду про надання російською стороною білоруській стороні державного кредиту на будівництво станції.
Ядерне паливо на Білоруську АЕС поставлятиме компанія «ТВЕЛ». Відпрацьоване ядерне паливо з БілАЕС, згідно до міжурядової угоди, відправлятиметься на переробку в Росію

### Вірменія
- Постачання ядерного палива для Вірменської АЕС. З 2009 року до Вірменії постачається модернізоване вібростійке паливо з підвищеним збагаченням урану-235, яке має поліпшені техніко-економічні характеристики.[13]

- Продовження терміну експлуатації другого енергоблоку Вірменської АЕС. В результаті реалізації проекту буде підвищено рівень безпеки та ефективності АЕС, потужність якої зросте до 445—450 МВт.

Контракт підписаний в 2015 році і реалізується АТ «Русатом Сервіс». В результаті проведення робіт мінімальний термін експлуатації станції складе 10 років (термін дії енергоблоку № 2 Вірменської АЕС буде подовжено до 2026 року).

### Литва
- Nukem Technologies (входить до контуру управління Держкорпорації «Росатом») успішно реалізувало ключові проекти в рамках виведення з експлуатації Інгалінської АЕС. Зокрема, будівництво проміжного сховища відпрацьованого ядерного палива (ПХОЯТ) (холодні випробування почалися 09.10.14.).

Влітку 2017 року після отримання ліцензії на промислову експлуатацію нового проміжного сховища для відпрацьованого ядерного палива відновлено вивантаження ядерного палива з реактора 2-го блоку.
25 лютого 2018 року була вивантажена остання тепловиділяюча збірка, в обох реакторах не лишилося відпрацьованого ядерного палива.
У вересні 2019 почалося будівництво могильника (для відходів низького радіоактивного рівня), був оголошений тендер на зведення двох залізобетонних модулів. Орієнтовна ціна об'єкта — 73,1 мільйона євро.

### Латвія
У 2008 році відпрацьоване паливо Саласпілсского ядерного реактора було вивезено до Росії для переробки.

### Естонія
Навчальний центр радянського атомного підводного флоту. Рішення про припинення роботи навчального центру було прийнято в 1991 році. До 1995 року російська сторона виконала роботи з забезпечення довгострокової безпеки реакторних відсіків. Зокрема, відпрацьоване ядерне паливо було вилучено з реакторів і вивезено в Росію.

### Польща
Росатом здійснює постачання палива і мішеней для дослідницького реактора «Марія». Перша партія серійних ТВС низького збагачення для польського дослідницького реактора «Марія» виготовлена на Новосибірському заводі хімконцентратів (входить в Паливну компанію Росатома «ТВЕЛ») в 2017 році.

### Грузія
У червні 2015 року уряд Грузії звернувся по допомогу до МАГАТЕ з питання вилучення ВЗУ з джерела нейтронів Breeder-1 розташованої в Тбіліському державному університеті. Згодом МАГАТЕ уклало контракт з дочірнім підприємством Росатома «Луч» та Інститутом фізики ім. Андронікашвілі Тбіліського державного університету.

### Азербайджан
Росатом постачає ізотопи для стерилізаційної установки. Допомагає в підготовці кадрів для атомної галузі Азербайджану і розвитку суспільної прийнятності, зокрема програми навчання азербайджанських студентів у НІЯУ «МІФІ». Ведеться обговорення перспектив проекту спорудження ЦЯНТ, будівництва АЕС великої потужності на території Республіки Азербайджан.